# Roma (métro de Lisbonne)
Pour les articles homonymes, voir Roma.
Roma est une station du métro de Lisbonne sur la ligne verte.